# András Telek
András Telek (ur. 10 października 1970 w Budapeszcie) – węgierski piłkarz występujący na pozycji obrońcy.

## Kariera klubowa
Telek karierę rozpoczynał w 1989 roku w zespole Ferencváros, grającym w pierwszej lidze węgierskiej. Trzy razy zdobył z nim mistrzostwo Węgier (1992, 1995, 1996), a także cztery razy Puchar Węgier (1991, 1993, 1994, 1995). W 1992 roku został też uznany Piłkarzem roku na Węgrzech. Na początku 1997 roku przeszedł do słowackiego klubu 1. FC Košice, z którym dwukrotnie wywalczył mistrzostwo Słowacji (1997, 1998).
W 1998 roku Telek wrócił do Ferencvárosu, z którym w sezonie 1998/1999 został wicemistrzem Węgier. W kolejnym sezonie występował w drugoligowym Dunakeszi VSE, a następnie został zawodnikiem chińskiego zespołu Jilin Aodong. W 2001 roku wrócił na Węgry, do Zalaegerszegi TE, z którym w sezonie 2001/2002 zdobył mistrzostwo Węgier. Po tym osiągnięciu zakończył karierę.

## Kariera reprezentacyjna
W reprezentacji Węgier Telek zadebiutował 25 marca 1992 w wygranym 2:1 towarzyskim meczu z Austrią. W latach 1992–1996 w drużynie narodowej rozegrał 24 spotkania.